# Hájek, Strakonice
Hájek là một làng thuộc huyện Strakonice, vùng Jihočeský, Cộng hòa Séc.